# ناحیه فورت ریپلی، شهرستان کرو وینگ، مینه سوتا
ناحیه فورت ریپلی (به انگلیسی: Fort Ripley Township) یک منطقهٔ مسکونی در ایالات متحده آمریکا است که در شهرستان کرو وینگ، مینه‌سوتا واقع شده‌است.
 ناحیه فورت ریپلی ۶۱٫۸ کیلومتر مربع مساحت و ۶۰۰ نفر جمعیت دارد و ۳۵۷ متر بالاتر از سطح دریا واقع شده‌است.